# Winthemia terrosa
Winthemia terrosa är en tvåvingeart som beskrevs av Villeneuve 1913. Winthemia terrosa ingår i släktet Winthemia och familjen parasitflugor. Inga underarter finns listade i Catalogue of Life.